# Кјеси
Кјеси је насеље у Италији у округу Ливорно, региону Тоскана.
Према процени из 2011. у насељу је живело 161 становника. Насеље се налази на надморској висини од 17 м.